# 索斯贝格
索斯贝格是德国莱茵兰-普法尔茨州的一个市镇。总面积3.91平方公里，总人口171人，其中男性92人，女性79人（2011年12月31日），人口密度44人/平方公里。